# El negocio familiar
El negocio familiar (en hangul, 다리미 패밀리; romanización revisada, Darimi paemilli; McCune-Reischauer, Tarimi p'aemilli) es una serie de televisión surcoreana dirigida por Seong Jun-hae y Seo Yong-soo, y protagonizada por Kim Jung-hyun, Geum Sae-rok, Choi Tae-joon y Yang Hye-ji. Se emitirá por el canal KBS2 desde el 28 de septiembre de 2024 hasta el 26 de enero de 2025, en horario de sábados y domingos a las 19:55 (hora local coreana).

## Sinopsis
El negocio familiar es una comedia romántica sobre la familia de Da-rim, que dirige una «lavandería integral» donde se plancha dinero en lugar de ropa.

## Reparto

### Principal
- Kim Jung-hyun como Seo Gang-ju, el hijo de la familia más rica de Cheongryeom-dong y director ejecutivo del Grupo Jiseung. Casualmente se reencuentra con Lee Da-rim, quien asistió a la misma universidad, después de ocho años.[3][4][5]
- Geum Sae-rok como Lee Da-rim, la hija menor de la familia propietaria de una lavandería, que padece discapacidad visual y siempre ha tenido una personalidad valiente y segura. Milagrosamente encuentra una manera de curar su discapacidad, pero se siente frustrada por el costo prohibitivamente alto del tratamiento.[3][6][7]
- Choi Tae-joon como Cha Tae-woong, un trabajador a tiempo parcial de Clean Laundry que fue abandonado nada más nacer y vivió en un orfanato. Gracias a su personalidad afectuosa se convierte en parte de la familia de Da-rim. Hasta que un día ve a Gang-ju coqueteando con Da-rim.[8][9][10]
- Yang Hye-ji como Lee Cha-rim, la segunda hija de la familia propietaria de una lavandería, que sufre de falta de afecto porque su madre solo cuida de su hermana menor, Da-rim. Le gusta la moda y se convierte en diseñadora del grupo Jiseung, donde choca continuamente con su jefe Gang-ju.[8][10][11]

### Secundario

#### Entorno de Gang-ju
- Shin Hyun-joon como Ji Seung-don, el presidente del grupo Jiseung; es el marido de Ji-yeon y el padrastro de Gang-ju, al que crio con dureza. Odia la falsedad, se entera de un gran secreto que Ji-yeon ha estado ocultando y su vida matrimonial entra en crisis[12][13]
- Kim Hye-eun como Baek Ji-yeon, madre de Gang-ju y mujer de Seung-don. Ha vivido sin ningún problema gracias a su padre, que dirigía un gran negocio de préstamos privados, pero ahora se enfrenta al mayor desafío de su vida cuando se revelan los secretos que ha estado ocultando a su marido durante quince años.[12][13]

#### Entorno de Da-rim y Cha-rim
- Park Ji-young como Go Bong-hee, una madre de tres hijos que ha dirigido un negocio de lavandería durante tres generaciones. Ha cuidado en su momento de sus suegros enfermos, e incluso se hizo cargo de la lavandería en lugar de su esposo, fallecido prematuramente.[12][13]
- Kim Young-ok como Ahn Gil-rye, suegra de Bong-hee y abuela de Da-rim. Ella, que siempre siente lástima por su nuera, llega a un punto de inflexión en su vida cuando sube a la montaña para recoger helechos que poner en la mesa del rito ancestral de su hijo muerto.[14][15]
- Park In-hwan como Lee Man-deuk, el marido de Gil-rye, es un hospital general ambulante con un puñado de medicamentos para tomar cada día. Mientras pasa plácidamente el tiempo, se ve atrapado en un incidente impactante.[14][15]
- Wang Ji-hye como Lee Mi-yeon, hija de Gil-rye y Man-deuk y tía de los tres hermanos de la lavandería. De personalidad dura, comete un incidente que conmociona a la familia.[16][17]
- Kim Hyun-joon como Lee Moo-rim, el hijo mayor de la familia, sargento de la comisaría. Lleva dos años de relación con Song Soo-ji, que trabaja en la misma comisaría, y recibe una sorprendente petición de su madre Bong-hee.[16][17]

#### Nam Ki-dong y sus allegados
- Jo Bok-rae como Nam Ki-dong, viudo, dueño de un restaurante. Trabaja duro para su familia y a menudo se involucra con la familia de Da-rim.[16][17]
- Byun Yoon-jung como Bok Mi-kyung; dirige la agencia inmobiliaria Cheongryeom Real Estate, es una amiga cercana de Bong-hee y Hae-ja. Es también la única persona que conoce el secreto de Cha Tae-woong, que vive en la azotea de Integrity Villa.[16][17]
- Oh Young-sil como Bae Hae-ja, la suegra de Nam Ki-dong.[16][17]

#### Entorno de Soo-ji
- Ha Seo-yoon como Song Soo-ji, hija de Mi-ok, compañera de trabajo y novia de Moo-rim.[16][17]
- Kim Sun-kyung como Yoon Mi-ok, madre de Soo-ji y la jefa de la comisaría de policía de Cheongryeom.[16][17]
- Lee Sung-yeol como Choi Hyung-cheol, un inspector compañero de Soo-ji, junto a la que se graduó en la academia de policía.[16][18][19]

#### Otros
- Kang Deok-joong como el chófer de Ji Seung-don.[20][21]

### Apariciones especiales
- Lee Gyu-ho como Yang GIl-soon, expresidente de Love Capital (episodios 4-6 y 19).
- Lee Han-wi como el propietario de un puesto de comida adonde va a beber Da-rim (episodio 5).
- Jo Mi-ryung como Noh Ae-ri, el primer amor de Seung-don y madre biológica de Tae-woong (episodios 8-9, 11, 15-17).

## Producción
El negocio familiar es una coproducción de KeyEast y Monster Union.Está escrita por Seo Sook-hyang, guionista también de Pasta (MBC, 2011) y Celos encarnados (SBS, 2016). El director es Seong Jun-hae, quien dirigió anteriormente Home for Summer (KBS1, 2019), No Matter What (KBS1, 2020-21) y Bravo, My Life (KBS1, 2022). Con esta serie Shin Hyun-joon vuelve a la televisión tras ocho años de ausencia. Para Kim Jung-hyun y Yang Hye-ji es su primer trabajo en una serie de fin de semana. Geum Sae-rok preparó con atención su personaje de una joven con discapacidad visual para mostrarlo con naturalidad, controlando el ángulo de la cámara y revisando cada escena tras rodarla.
KBS programó Iron Family como serie de fin de semana tratando de adaptarse a las preferencias del público para recuperar audiencia; por este motivo redujo el número de episodios, de los cincuenta habituales en este segmento más conservador del fin de semana a 36, del mismo modo que en otros días de la semana es cada vez más frecuente encontrar series de doce episodios en lugar de los antiguamente habituales dieciséis. Ya con Goryeo-Khitan War (2023-24) redujo los episodios a 32 y obtuvo cierto éxito incluso entre los espectadores más jóvenes. Un observador ha señalado que el desapego del público por la vieja fórmula, que se ha producido en los últimos años, se debe a lo «improbable de las tramas, al contenido sensacionalista y a los diálogos anacrónicos». La serie inmediatamente anterior, Beauty and Mr. Romantic, comenzó a emitirse en marzo de 2024, y a casi el final de su desarrollo no había logrado alcanzar la marca del 20 % de audiencia. De ahí también el recurso a una guionista contrastada como Seo Sook-hyang.

### Promoción
El 23 de julio de 2024 KBS anunció que la serie estaba programada para emitirse en septiembre. El 6 de agosto se publicaron imágenes de la lectura del guion. El 20 del mismo mes KBS lanzó el primer avance y el 30 publicó un cartel que reproduce a los dos protagonistas. El 29 de agosto lanzó un segundo avance, que contiene el comienzo del romance entre Gang-ju y Da-rim, y el 3 de septiembre distribuyó un cartel de grupo con los once personajes principales.

## Audiencia
| Episodios | Episodios | Episodio número | Episodio número | Episodio número | Episodio número | Episodio número | Episodio número | Episodio número | Episodio número | Episodio número | Episodio número | Episodio número | Episodio número | Episodio número | Episodio número | Episodio número | Episodio número | Episodio número | Episodio número |
| Episodios | Episodios | 1               | 2               | 3               | 4               | 5               | 6               | 7               | 8               | 9               | 10              | 11              | 12              | 13              | 14              | 15              | 16              | 17              | 18              |
| --------- | --------- | --------------- | --------------- | --------------- | --------------- | --------------- | --------------- | --------------- | --------------- | --------------- | --------------- | --------------- | --------------- | --------------- | --------------- | --------------- | --------------- | --------------- | --------------- |
|           | 1         | 2.393           | 2.504           | 2.325           | 2.644           | 2.490           | 2.803           | 2.505           | 2.829           | 2.416           | 2.999           | 2.567           | 2.925           | 2.614           | 2.878           | 2.761           | 3.046           | 2.524           | 3.017           |
|           | 2         | 2.775           | 2.916           | 2.489           | 2.887           | 2.580           | 2.872           | 2.629           | 3.148           | 2.599           | 2.720           | 3.222           | 3.511           | 3.270           | 3.565           | 3.108           | 3.484           | 3.364           | 3.709           |

| Episodio | Fecha de emisión         | Índices de audiencia (Nielsen Korea) | Índices de audiencia (Nielsen Korea) |
| Episodio | Fecha de emisión         | Nacional                             | Seúl                                 |
| --- | ------------------------ | ------------------------------------ | ------------------------------------ |
| 1 | 28 de septiembre de 2024 | 14,1 % (1.ª)                         | 12,6 % (1.ª)                         |
| 2 | 29 de septiembre de 2024 | 14,5 % (2.ª)                         | 12,8 % (2.ª)                         |
| 3 | 5 de octubre de 2024     | 14,4 % (1.ª)                         | 12,3 % (2.ª)                         |
| 4 | 6 de octubre de 2024     | 15,4 % (1.ª)                         | 14,3 % (1.ª)                         |
| 5 | 12 de octubre de 2024    | 14,7 % (1.ª)                         | 13,5 % (2.ª)                         |
| 6 | 13 de octubre de 2024    | 16,0 % (1.ª)                         | 15,1 % (1.ª)                         |
| 7 | 19 de octubre de 2024    | 15,3 % (1.ª)                         | 13,3 % (1.ª)                         |
| 8 | 20 de octubre de 2024    | 16,2 % (1.ª)                         | 15,0 % (1.ª)                         |
| 9 | 26 de octubre de 2024    | 14,6 % (1.ª)                         | 13,5 % (1.ª)                         |
| 10 | 27 de octubre de 2024    | 17,6 % (1.ª)                         | 16,5 % (1.ª)                         |
| 11 | 2 de noviembre de 2024   | 15,2 % (1.ª)                         | 13,1 % (1.ª)                         |
| 12 | 3 de noviembre de 2024   | 17,1 % (1.ª)                         | 16,3 % (1.ª)                         |
| 13 | 9 de noviembre de 2024   | 15,1 % (1.ª)                         | 14,2 % (1.ª)                         |
| 14 | 10 de noviembre de 2024  | 16,7 % (1.ª)                         | 15,1 % (1.ª)                         |
| 15 | 16 de noviembre de 2024  | 16,1 % (1.ª)                         | 14,7 % (1.ª)                         |
| 16 | 17 de noviembre de 2024  | 17,8 % (1.ª)                         | 16,3 % (1.ª)                         |
| 17 | 23 de noviembre de 2024  | 15,6 % (1.ª)                         | 14,4 % (1.ª)                         |
| 18 | 24 de noviembre de 2024  | 17,2 % (1.ª)                         | 15,6 % (1.ª)                         |
| 19 | 30 de noviembre de 2024  | 16,2 % (1.ª)                         | 14,7 % (1.ª)                         |
| 20 | 1 de diciembre de 2024   | 17,1 % (1.ª)                         | 15,7 % (1.ª)                         |
| 21 | 7 de diciembre de 2024   | 14,1 % (1.ª)                         | 13,4 % (1.ª)                         |
| 22 | 8 de diciembre de 2024   | 16,2 % (1.ª)                         | 15,2 % (1.ª)                         |
| 23 | 14 de diciembre de 2024  | 14,5 % (1.ª)                         | 12,8 % (1.ª)                         |
| 24 | 15 de diciembre de 2024  | 16,8 % (1.ª)                         | 16,0 % (1.ª)                         |
| 25 | 21 de diciembre de 2024  | 16,0 % (1.ª)                         | 14,4 % (1.ª)                         |
| 26 | 22 de diciembre de 2024  | 17,2 % (1.ª)                         | 15,9 % (1.ª)                         |
| 27 | 28 de diciembre de 2024  | 15,4 % (1.ª)                         | 13,8 % (1.ª)                         |
| 28 | 29 de diciembre de 2024  | 15,6 % (1.ª)                         | 14,1 % (1.ª)                         |
| 29 | 4 de enero de 2025       | 17,4 % (1.ª)                         | 16,1 % (1.ª)                         |
| 30 | 5 de enero de 2025       | 18,9 % (1.ª)                         | 18,2 % (1.ª)                         |
| 31 | 11 de enero de 2025      | 17,8 % (1.ª)                         | 16,4 % (1.ª)                         |
| 32 | 12 de enero de 2025      | 19,6 % (1.ª)                         | 18,5 % (1.ª)                         |
| 33 | 18 de enero de 2025      | 17,4 % (1.ª)                         | 16,4 % (1.ª)                         |
| 34 | 19 de enero de 2025      | 19,0 % (1.ª)                         | 17,6 % (1.ª)                         |
| 35 | 25 de enero de 2025      | 18,3 % (1.ª)                         | 16,4 % (1.ª)                         |
| 36 | 26 de enero de 2025      | 19,7 % (1.ª)                         | 18,2 % (1.ª)                         |
| Promedio | Promedio                 | 16,4 %                               | 15,1 %                               |
| - En la tabla superior, los números azules representan las calificaciones más bajas y los números rojos representan las más altas. |                          |                                      |                                      |